# Швильпикай
Швильпикай (лит. švilpikai, рус. «свистуны», на аукштайтском наречии бульбона́й)  – горячее блюдо из отварного картофеля, смешанного с мукой, яйцом, запечённое или повторно отваренное. В зависимости от способа подачи может рассматриваться как запеканка или галушки (клёцки). Относится к национальным блюдам литовской кухни, за пределами родины под оригинальным названием практически неизвестно, хотя в мире существует много схожих рецептов. Наиболее близки капытки  — галушки, присущие белорусской и польской кухне

## Ингредиенты
Швильпикай относится к народным блюдам, поэтому его рецепт прост, а составляющие доступны и дёшевы. Основным компонентом является картофель, однако швильпикай невозможно приготовить без «второстепенных» продуктов — муки и яйца, которые являются связующими веществами при замешивании картофельного теста. Муку, как правило, используют пшеничную, иногда ее заменяют крахмалом. Соль добавляется по вкусу, но также обязательна.
Традиционно швильпикай подают вместе с подливкой, за которую чаще всего правит сметана со сливочным маслом. В региональных разновидностях подливкой может служить смесь домашнего сыра с молоком, шкварками и жареным луком, грибами  или какой-то один из этих продуктов в отдельности. По вкусу к подливке добавляют укроп и черный перец.

## Приготовление
Этому блюду присуща трехэтапная обработка картофеля. Сначала его варят в кожуре до полной готовности. Затем, не давая остыть, картошку быстро чистят и измельчают до состояния однородного пюре. Издавна это делали с помощью толкушки, в современной кулинарии для экономии времени с этой целью можно использовать мясорубку или тёрку. В немного остывшую картофельную массу добавляют муку, яйцо, соль и перемешивают до однородного состояния. Получившееся тесто раскатывают не слишком тонким слоем и разрезают ножом на куски. Традиционно тесто для швильпикай нарезают ромбами со сторонами около 3,5 см длиной, выкладывают на противень, посыпанный мукой и выпекают в духовке при температуре 220 °C до румяной корочки. При выпекании их нужно один раз перевернуть для равномерного приготовления. Иногда перед выпеканием изделия дополнительно смачивают во взбитом яйце.
Для приготовления подливки сливочное масло растапливают в кастрюле, добавляют сметану и доводят до кипения. Аукштайты готовят его иначе: творог растирают с молоком и добавляют в эту смесь шкварки с жареным луком. Иногда приготовление подливки упрощают, поливая швильпикай просто сметаной, шкварками или луковой зажаркой.
Кроме классического способа приготовления, существуют менее известные варианты, когда полуфабрикаты не выпекают, а повторно варят в воде или уже готовые (выпеченные) изделия еще немного тушат вместе с подливкой. В обоих случаях швильпикай будет более мягким на вкус.

## Подача
Готовый швильпикай перед подачей необходимо держать в закрытой кастрюле . Подавая на стол, изделия перемешивают с подливкой в посуде, где они хранились, выкладывают на тарелку по несколько штук, сверху дополнительно посыпают зеленью — луком или укропом. В домашних условиях допустим отклонение от традиций: нарезка швильпикая квадратиками или прямоугольниками, подача без подливки.

## Подобные блюда
Приготовление картофельного теста с добавлением муки и яиц – старинное изобретение европейской кухни, которое применяется во многих региональных блюдах: от выпечки (картофельный хлеб, картофельные крученики) до котлетных изделий (картофельники, украинские лежни, зразы, картофельные сырники). Из этого разнообразия к швильпикай наиболее близки блюда, которые готовят вроде запеканок или галушек.